# Гробљанска црква Свете Петке у Дрснику
Гробљанска црква Свете Петке је оскрњављена и оштећена цркава у насељу Дрсник, у општини Клина, подигнута је у периоду од 1560. до 1570. године и представља непокретно културно добро као споменик културе од изузетног значаја.

## Положај и изглед
У средишту села смештена је црквица посвећена популарној скоропомоћници, светој Параскеви. Споља малтерисаних фасада, са цоклом од грубо сложеног камена и двосливниим кровом покривеним каменим плочама, црква је једнобродна и засведена подужним полуобличастим сводом. Олтарска апсида, споља неправилног полукружног облика, изнутра је сведена на дубоку полукружну нишу у функцији часне трпезе. Ђаконикон и проскомидија, осим полукружних ниша на источном зиду, на подужним зидовима имају и нише правоугаоног пресека. Два уска прозора, један на јужном, а други на апсидалном зиду, осветљавају унутрашњост.
Из рушевина гробљанске цркве на археолошком локалитету Ћелије, из наоса, пренет је камени жртвеник који је по оклесивању натписа на латинском језику постављен испред улаза у цркву у Дрснику.
Зидне слике сачуване су само на доњим површинама, обухватајући – уз стандардни програм олтара – зоне сокла, стојећих фигура, фриз светитељских попрсја у медаљонима и сцене из циклуса Великих празника, у које су уметнуте изабране сцене из циклуса Христових страдања. У стилском погледу, фреске показују сигуран цртеж и колористичку разноврсност, па будући да су и технолошки на завидном нивоу дело су искусне зографске радионице. Како о цркви нема никаквих историјских сведочанстава, на основу одлика живописа датује се у седамдесете године 16. века.

## Разарање цркве 1999. године
У јуну 1999. године, након доласка италијанских снага КФОР-а, Албанци су демолирали, запалили и експлозивом тешко оштетили цркву.